# Boekenpost
Boekenpost ist nach eigenem Bekunden die größte niederländisch-sprachige Zeitschrift, in welcher im Abstand von zwei Monaten (vorwiegend) antiquarische Bücher, Drucke, Comics und Kuriosa vorgestellt und besprochen werden.
1992 begann das in Veendam ansässige Verlagshaus Lucom Produkties eine neue Literaturzeitschrift neben einem bereits erscheinenden Sammelband herauszugeben. Nach 28 Ausgaben wurde das Blatt von Caspar Wechgelaer aus Groningen übernommen. Die erste leitende Redakteurin war die Historikerin und Schriftstellerin Janneke van der Veer. 2012 gab es wieder einen Besitzerwechsel. Heute wird die Boekenpost vom Verlag Stip Media in Alkmaar herausgegeben.
Die hundertste Ausgabe erschien im April 2009. Feste Kolumnen des rd. 70-seitigen Heftes sind Aufzählungen aktueller Büchermärkte, Bücherbörsen oder Buchauktionen sowie Ausstellungen. Auch alte Fotografien, historische Ansichtskarten und Plakatkunst werden in diesen Heften behandelt. Weitere Inhalte bestehen aus Buchbesprechungen, Porträts von Autoren, Verlegern und Umschlaggestaltern, Grafikern sowie Antiquariaten.
Die Zeitschrift finanziert sich durch den Verkauf sowie Kleinanzeigen im Heft.